# Ae group
Die Ae Group AG (Eigenschreibweise: ae group ag) ist ein deutscher Automobilzulieferer mit Sitz im thüringischen Gerstungen. 
Das Unternehmen produziert Aluminiumgussteile für den Fahrzeugbau und unterhält vier Produktionsstandorte in Gerstungen, Nentershausen, Lübeck und dem polnischen Strzelce Krajeńskie. Die ae group liefert Druckguss-Rohteile und montagefertige bearbeitete Komponenten. Zu den Produkten zählen unter anderem Getriebesteuerungsteile und Getriebegehäuse sowie Motor- und Getriebeanbauteile. Ein Insolvenzverfahren, das im Jahr 2009 gegen die ae group eröffnet werden musste, wurde nach vier Monaten wieder eingestellt. Im Zuge der Restrukturierung mussten ein Unternehmensstandort in Niedersachsen und ein Werk in den USA geschlossen werden.
Im Februar 2024 wurde das Unternehmen durch die Alutech Holding GmbH & Co. KG aus München übernommen. Im August 2024 meldete die Ae Group erneut Insolvenz an. Das Unternehmen soll in Eigenverwaltung saniert werden.